# Nikon D5200

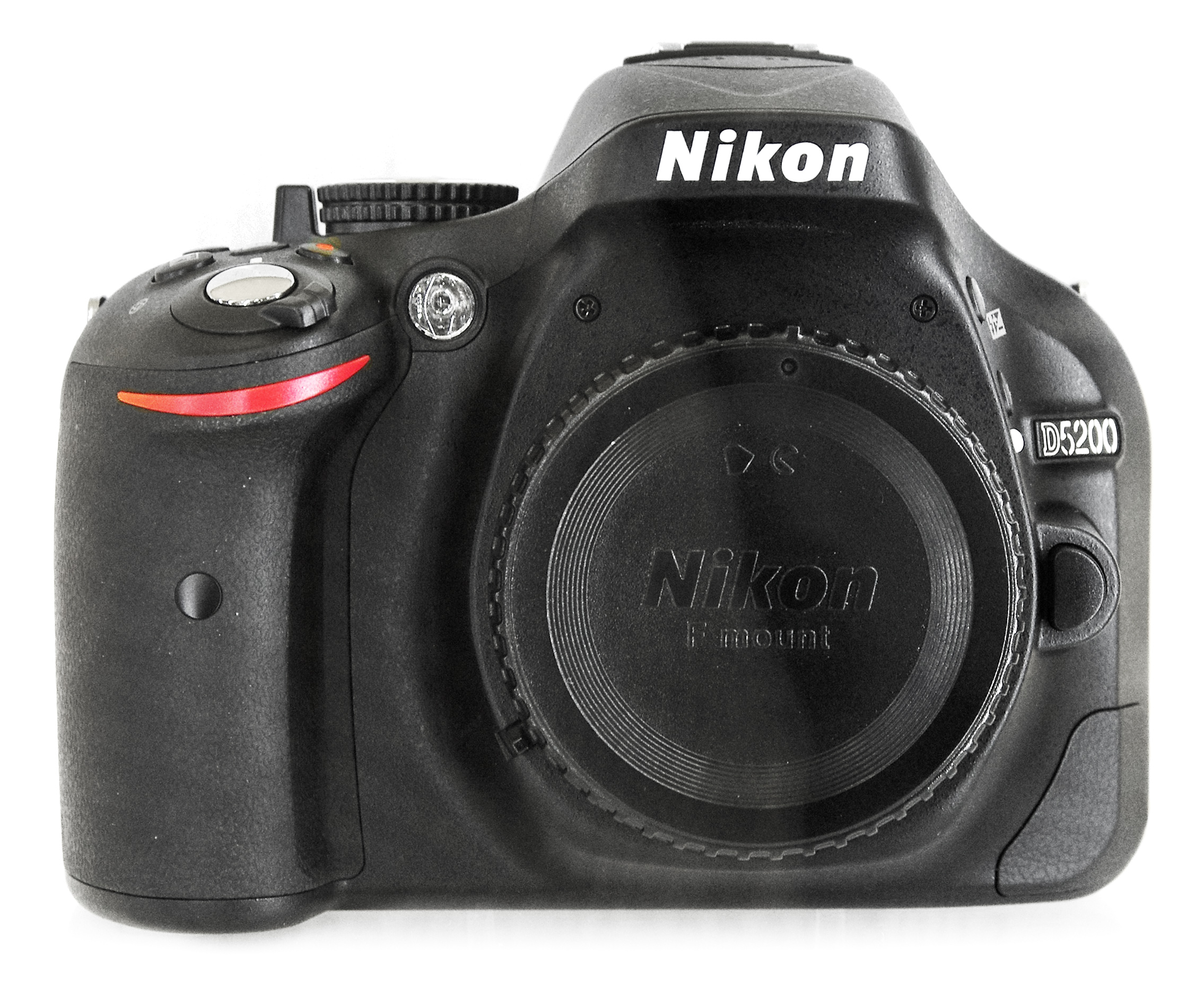

Nikon D5200 — цифрова дзеркальна фотокамера компанії Nikon. Фотоапарат був представлений 7 листопада 2012 року і надійшов у продаж наприкінці 2012 — на початку 2013 року.
Камера оснащена матрицею формату APS-C (Nikon DX) і в сімействі моделей Nikon займає місце між камерою початкового рівня Nikon D3200 і моделлю для досвідчених любителів Nikon D7000.
D5200 прийшов на зміну 16-мегапіксельному Nikon D5100 і оснащений новою матрицею Toshiba TOS-5105 з роздільною здатністю 24 мегапікселя, більш досконалими системами автофокусування і експозаміру, запозиченими у Nikon D7000, а також поліпшеними можливостями при зйомці відео. Максимальна швидкість зйомки зросла з 4 до 5 кадрів на секунду.
У тесті DxOMark, який оцінює динамічний діапазон, кількість переданих відтінків і рівень шумів, D5200 набрав максимальний бал серед всіх фотоапаратів з матрицею формату APS-C, відібравши лідерство у сімейства Pentax K-5 / K-5 II / K-5 IIs.